# Aniés
Aniés es una localidad de la comarca Hoya de Huesca que pertenece al municipio de La Sotonera en la provincia de Huesca. Situada entre los ríos Riel y Sotón, sobre una colina al pie de la sierra de su nombre, su distancia a Huesca es de 27 km.

## Historia

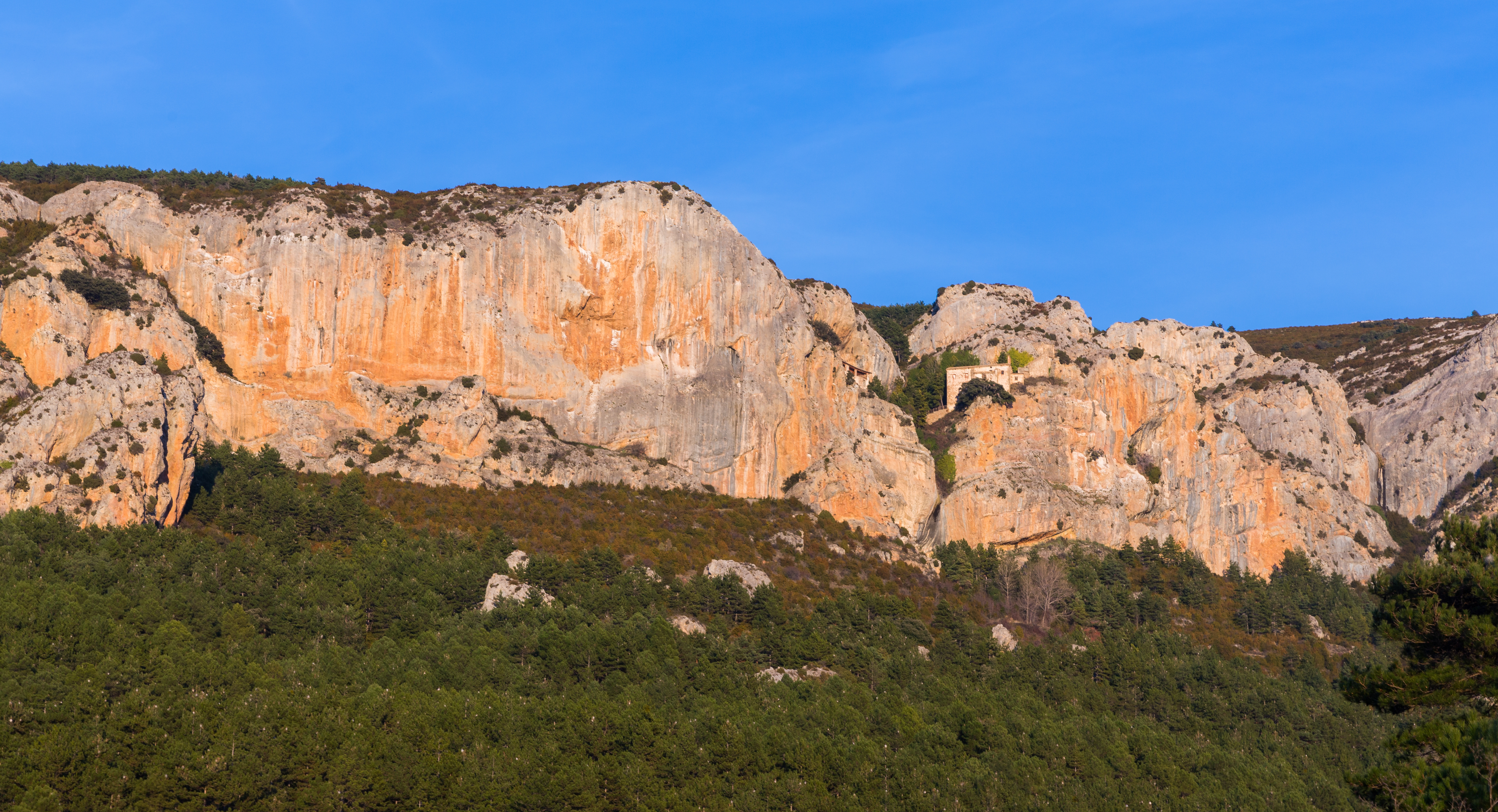
Vista de la ermita desde Aniés.

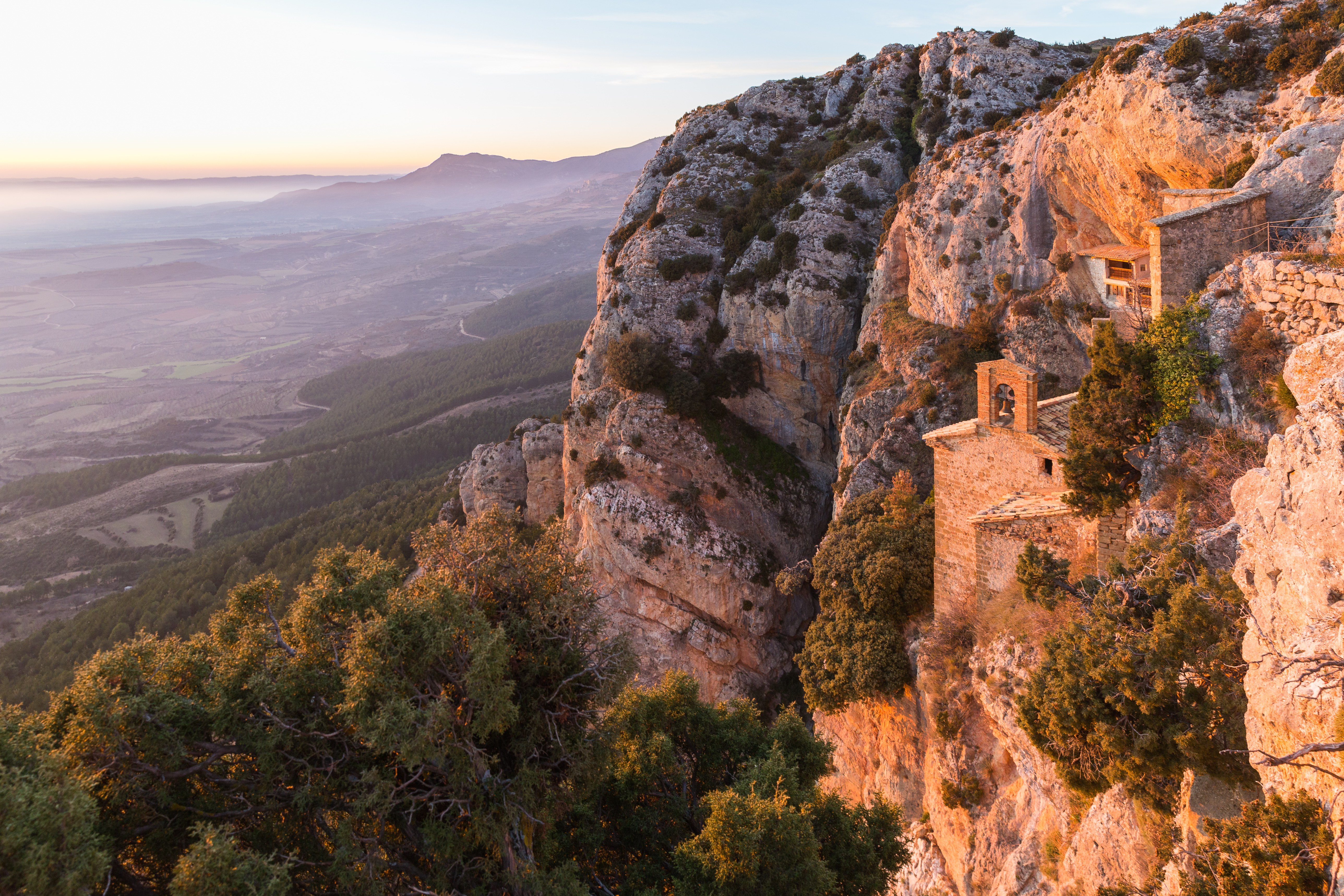
Ermita de la Virgen de la Peña, Aniés.

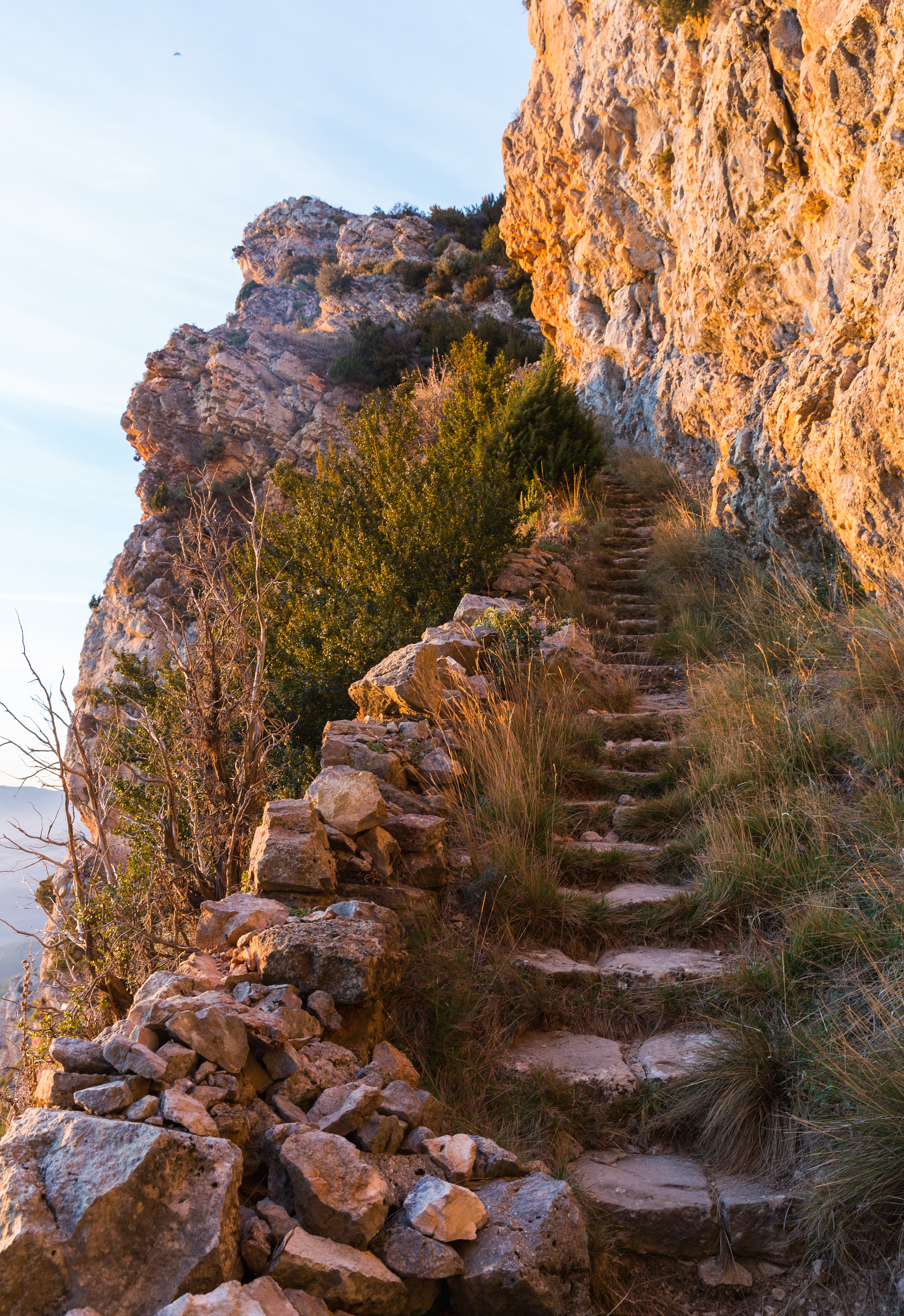
Camino para acceder a la ermita de la Virgen de la Peña.

- De realengo desde 1084 hasta 1158, por lo menos, pues estuvo gobernado por tenentes (Ubieto Arteta, Los Tenentes, p. 126)
- En junio de 1198 el rey Pedro II de Aragón cedió al obispo Ricardo de Huesca el derecho de patronato sobre la iglesia de Aniés (Durán, Colección diplomática de la catedral de Huesca, nº. 542)
- En diciembre de 1201 García Gudal, obispo de Huesca, dio a la orden del Hospital la iglesia de Aniés (Durán, Colección diplomática de la catedral de Huesca, nº. 591)
- En 1566 era de la orden del Hospital (Durán, Un informe, p. 295)
- En 1845 contaba con:
  - 114 casas de 10 o 12 baras de altura
  - Escuela de primeras letras con 40 o 50 discípulos
  - 3 fuentes para el surtido del vecindario y para abrevadero de bestias y ganados
  - 2 molinos harineros a los que impulsaban las ruedas las aguas del río Riel
  - 2 tiendas de abacería, panadería y horno de pan para cocer
- 1960 - 1970 se unió a Bolea, Puibolea, Lierta, Esquedas y Plasencia del Monte para formar el Ayuntamiento de La Sotonera.

## Geografía humana

### Demografía
| Gráfica de evolución demográfica de Anies entre 1842 y 1960 |
| |
| Población de derecho según los censos de población del INE Población de hecho según los censos de población del INEEntre el censo de 1970 y el anterior, este municipio desaparece porque se integra en el municipio 22065 (Bolea) |

| 1970 | 2000 | 2001 | 2002 | 2003 | 2004 |
| ---- | ---- | ---- | ---- | ---- | ---- |
| 236  | 134  | 145  | 142  | 140  | 140  |

## Monumentos
- Iglesia parroquial dedicada a San Esteban(fotos)
- Ermita de Nuestra Señora de la Peña (fotos)
  - Prácticamente colgada en medio de las rocas de la sierra, junto a la casa del santero que dispone de hogar, estantes repletos de vajilla antigua y mirador solano
- Ermita de San Cristóbal(fotos) Archivado el 11 de enero de 2007 en Wayback Machine.
  - Clavada en los fondos de un abismo infernal, entre celdas de eremitas y las aguas claras del naciente río Sotón
- Ermita de Santa Bárbara(fotos) Archivado el 6 de diciembre de 2006 en Wayback Machine.
- Ermita de San Cosme y San Damián(fotos) Archivado el 6 de diciembre de 2006 en Wayback Machine.

## Para ver
- Escudos armeros
- El poblado ibérico de Sarrablo.
- Molino harinero del siglo XIX.
- Fuente abrevadero y lavadero de Fermelar.
- Interesantes casales de los siglos XVII-XVIII: 
  - Casa La Abadía –1640-, con vano geminado.
  - Casa Cañardo, interesante ventana con angelotes, soles...
  - Casa Mainer, portada de grandes dovelas con elementos vegetales inscritos, muy característica del Somontano durante el siglo XVIII.
- Cruz de término en la entrada del pueblo, muy popular.

## Sociedad

### Dotación social
Cuenta con un consultorio médico, piscinas, un parque infantil, varias casas de turismo rural, así como un club social con dos salones de reuniones uno de ellos más amplio y utilizado para celebraciones populares y particulares.

### Fiestas
Las fiestas patronales son el 3 de agosto en honor al patrón San Esteban, aprovechándose a hacerlas coincidiendo con los días más próximos al fin de semana, y el segundo sábado de mayo en honor a la Virgen de la Peña. 
De las fiestas mayores, en honor a San Esteban, cabe destacar la Ofrenda de flores y frutos que se realiza el día 3 y la recogida de tortas con sus pasacalles y chocolatada final.
En las fiestas del segundo sábado de mayo, se hace una romería hasta la ermita de la Virgen de La Peña y allí se baila a los pies de la ermita y de la casa del ermitaño con una charanga y se reparte jamón y vino para todos los asistentes. Después diferentes cuadrillas en torno a la ermita y alrededores, preparan la famosa caldereta de cordero, acabando el día con baile en el pueblo y cena popular repartiéndose bocadillos para todos los asistentes.

## Personas destacadas
- Agustín Otal - Ilustre religioso de la Ínclita Orden de Malta en 1585. Se graduó en Cánones por la Universidad de Huesca en 1603
- Antonio Pola y Vallés - Ilustre religioso de la Indita Orden de Malta en 1616
- Juan de la Iglesia y Urux - Teólogo y orador sacro, que nació en 1683. Colegial del Mayor y Real de San Vicente Mártir en 1706, se doctoró en Teología por la Universidad Sertoriana, de la que fue rector en 1727 y catedrático en Prima de Teología. Canónigo de Jaca y luego de Huesca, brilló en la oratoria sagrada, falleciendo en la capital altoaragonesa el 10 de enero de 1732. Publicó una Oración panegírica en las exequias del Rey Ntro. Sr. D. Luis I (V. Larumbe, Huesca, 1724).
- Martín Cantón y Mincholet - Religioso de la Ínclita Orden de Malta y Prior de la Ínsigne de Chinchilla (Albacete) en 1732
- Domingo Bernués y Lorés - Religioso de la Ínclita Orden de Malta y secretario de la Inquisición en Valencia en 1769. Carlos III le nombró Capellán Real en dicho año